# Crossodactylus aeneus
Crossodactylus aeneus är en groddjursart som beskrevs av Müller 1924. Crossodactylus aeneus ingår i släktet Crossodactylus och familjen Hylodidae. IUCN kategoriserar arten globalt som otillräckligt studerad. Inga underarter finns listade i Catalogue of Life.